# Karhujärvi (Pajala socken, Norrbotten)
Karhujärvi är en sjö i Pajala kommun i Norrbotten och ingår i Torneälvens huvudavrinningsområde. Sjön har en area på 0,0835 kvadratkilometer och ligger 227 meter över havet. Karhujärvi ligger i Torne och Kalix älvsystem Natura 2000-område.

## Delavrinningsområde
Karhujärvi ingår i det delavrinningsområde (746124-182291) som SMHI kallar för Ovan Kiilesoja. Medelhöjden är 228 meter över havet och ytan är 50,08 kvadratkilometer. Det finns inga avrinningsområden uppströms utan avrinningsområdet är högsta punkten. Pentäsjoki (Karhujoki) som avvattnar avrinningsområdet har biflödesordning 2, vilket innebär att vattnet flödar genom totalt 2 vattendrag innan det når havet efter 183 kilometer. Avrinningsområdet består mestadels av skog (69 procent) och sankmarker (25 procent). Avrinningsområdet har 0,34 kvadratkilometer vattenytor vilket ger det en sjöprocent på 0,7 procent.